# Човар
Човар (ісп. Chóvar (офіційна назва), валенс. Xóvar) — муніципалітет в Іспанії, у складі автономної спільноти Валенсія, у провінції Кастельйон. Населення — 349 осіб (2010).

## Географія
Муніципалітет розташований на відстані близько 290 км на схід від Мадрида, 28 км на південний захід від міста Кастельйон-де-ла-Плана.

## Демографія
Динаміка населення (INE ):

## Галерея зображень

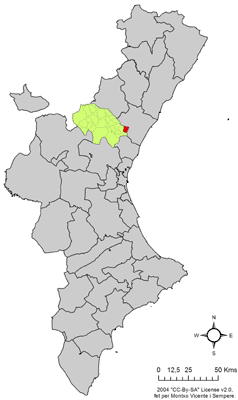
Розташування муніципалітету Човар у автономній спільноті Валенсія
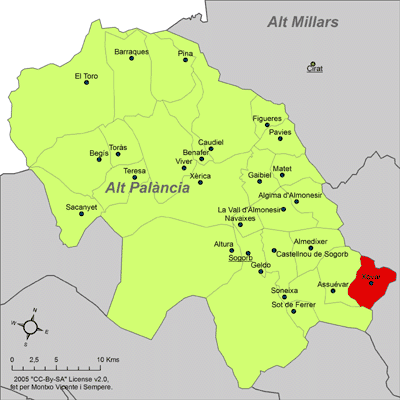
Розташування муніципалітету Човар у комарці Альто-Палансія
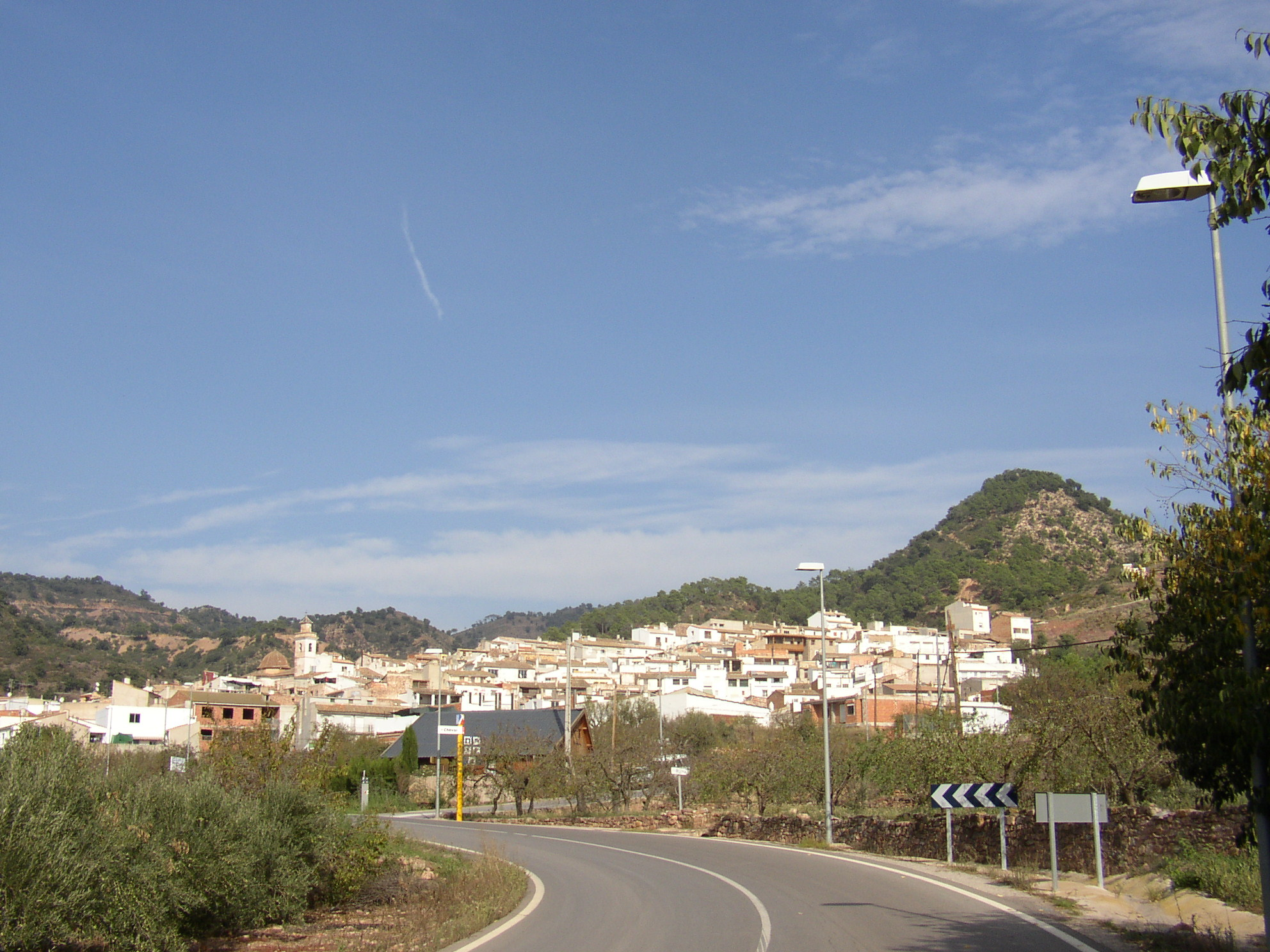
Панорама